# Berlin Airlift Device

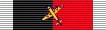
"Army of Occupation Ribbon" ou "Navy Occupation Service Ribbon" avec l'insigne Berlin Airlift Device

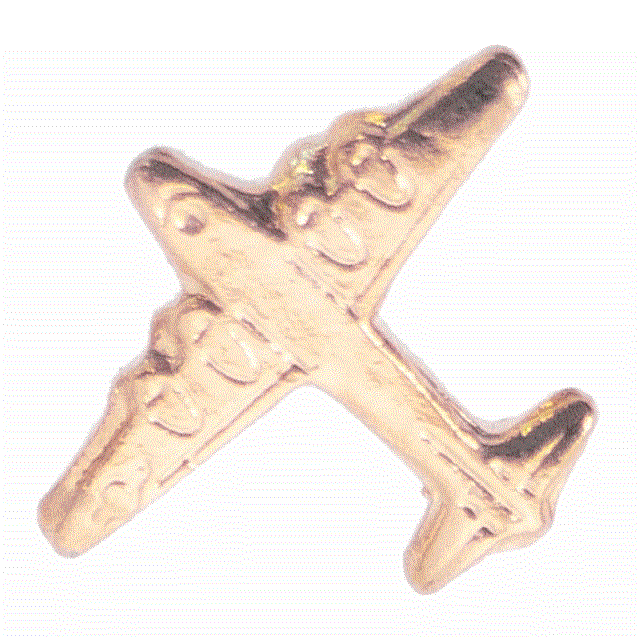
Détail de l'insigne

L'insigne Berlin Airlift Device (pont aérien de Berlin) est un avion miniature en or qui a été décerné pour être porté sur les médailles et les rubans d'occupation délivrés au personnel des forces armées des États-Unis pour sa participation ou son soutien direct au pont aérien de Berlin pendant la guerre froide.

## Histoire
Le Berlin Airlift Device est décerné pour un service de 92 jours consécutifs au sein d'une unité reconnue pour sa participation au pont aérien de Berlin, ou par une autorité compétente sur le terrain, à titre individuel, au cours de la période allant du 26 juin 1948 au 30 septembre 1949 inclus. Les ordres de l'armée américaine annonçant l'attribution de la médaille du pont aérien de Berlin accorderont spécifiquement la Army of Occupation Medal (médaille d'occupation de l'US Army) aux personnes qui n'y ont pas droit. L'insigne est une miniature en métal doré d'un avion-cargo Douglas C-54. Il est porté au centre du ruban de suspension et de service de la médaille de l'armée d'occupation ou de la Navy Occupation Service Medal (médaille du service d'occupation de l'US Navy). Lorsqu'il est porté sur le ruban de suspension, il est épinglé au-dessus de l'agrafe de la médaille Germany.
Les personnes décorées de la Army of Occupation Medal ou de la Navy Occupation Service Medal et de l'insigne du pont aérien de Berlin (Berlin Airlift Device) peuvent également prétendre à la Medal for Humane Action décernée pour au moins 120 jours de service ou de soutien direct dans le cadre du pont aérien de Berlin. Les 31 militaires américains et un travailleur civil de l'armée sur les 101 personnes qui ont perdu la vie, principalement dans des accidents d'avion pendant le pont aérien de Berlin, ont reçu la Medal of Humane Action à titre posthume.

## Source
- (en) Cet article est partiellement ou en totalité issu de l’article de Wikipédia en anglais intitulé « Berlin Airlift Device » (voir la liste des auteurs).